# Walther Bensemann

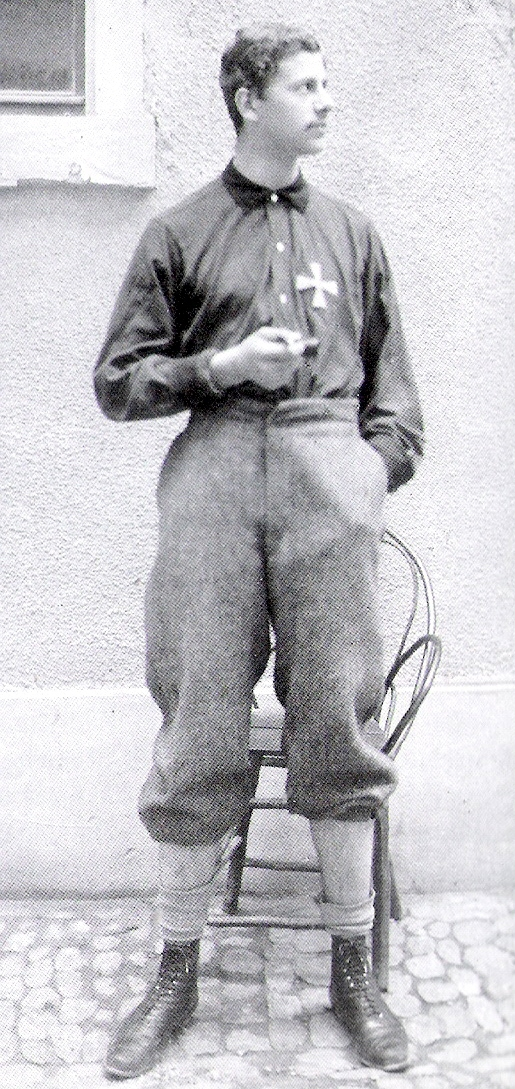
Walther Bensemann 1896

Walther Bensemann (* 13. Januar 1873 in Berlin; † 12. November 1934 in Montreux, Schweiz) war einer der wichtigsten Pioniere des Fußballs in Deutschland.
Er war ab 1889 Mitbegründer von mehreren Fußballvereinen im Süden des Deutschen Kaiserreichs, organisierte im Dezember 1898 die ersten internationalen Begegnungen deutscher Auswahlmannschaften, die sogenannten „Ur-Länderspiele“, war im Jahr 1900 als Vertreter mehrerer Klubs an der Gründung des Deutschen Fußball-Bunds (DFB) beteiligt und gründete 1920 das erste deutsche Fußballmagazin Kicker.  Bensemann, von jüdischer Abstammung, emigrierte nach Errichtung der Nazidiktatur in Deutschland Ende März 1933 in die Schweiz. Dort starb er im Jahr darauf.
Bensemann war als Schüler an einer englischen Privatschule in der Schweiz mit der auf dem europäischen Festland eher unbekannten und im Deutschen Reich als „englische Modetorheit“ und „Fußlümmelei“ verpönten Sportart in Kontakt gekommen. Er begann Ende des 19. Jahrhunderts eine Missionsarbeit, die den Fußball als pazifistische Idee und Mittel zur Völkerverständigung sah.

## Leben

### Die ersten Vereinsgründungen als Schüler
Bensemann entstammte einer jüdischen Bankiersfamilie in Berlin. In seiner Geburtsurkunde des Amtsgerichts Berlin-Mitte ist der Vorname „Walter“ eingetragen, das „h“ im Vornamen legte er sich später eigenmächtig zu. Seine Mutter war laut diesem Dokument „Eugenie, geb. Marckwald“ und sein Vater „Berthold Bensemann, Banquier, zur Religionsgemeinschaft der Juden gehörig“. Über seine Familie ist darüber hinaus wenig bekannt, Bensemann äußerte sich zeitlebens nicht über sie, ebenso wenig über seine jüdische Herkunft; lediglich entfernte britischstämmige Verwandte nannte er beiläufig.

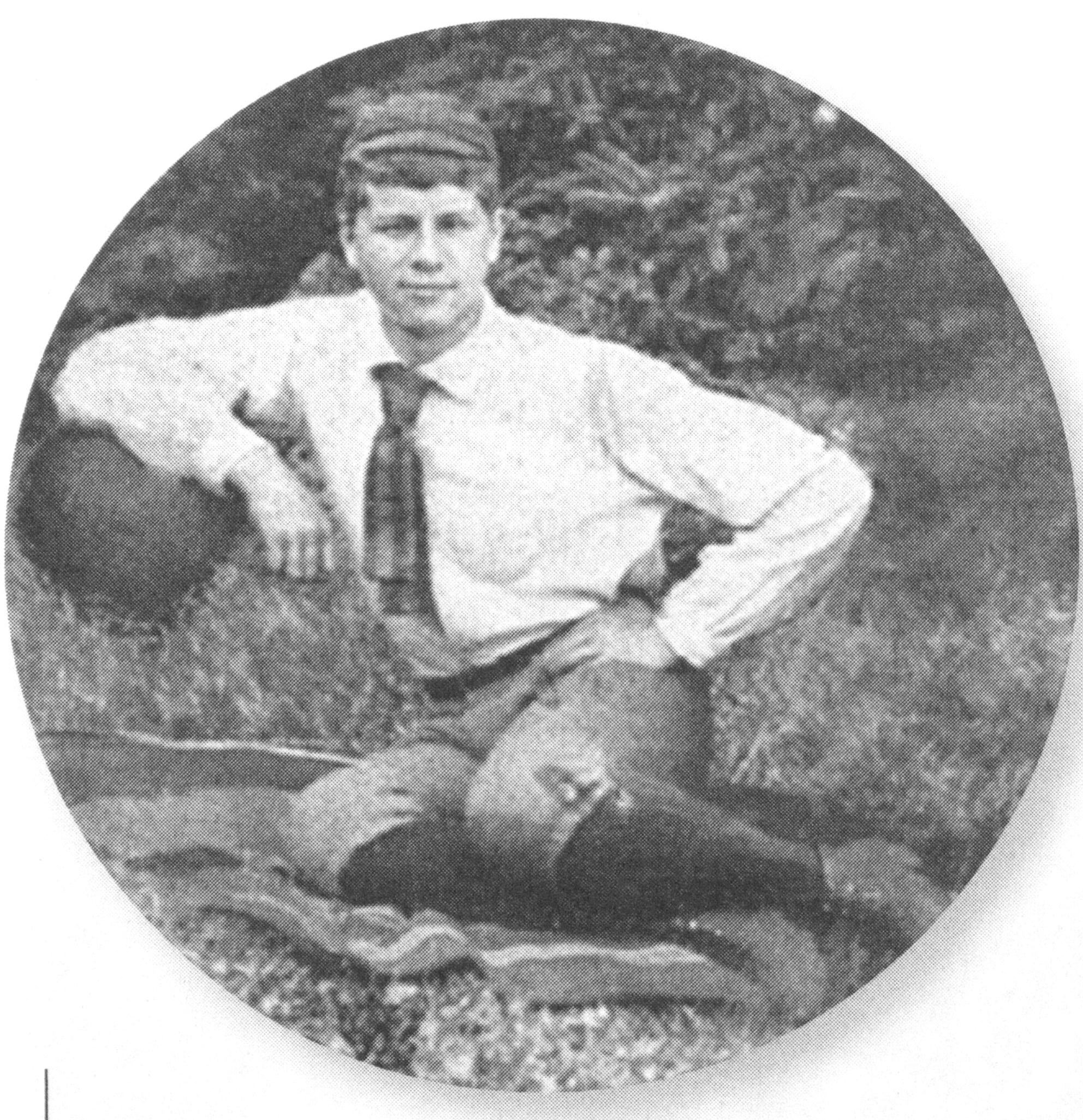
Der 14-jährige Schüler Walther Bensemann um 1887 in Montreux

Vermutlich im Alter von etwa 10 Jahren, also um 1883, besuchte er eine (wahrscheinlich englische) Privatschule in Montreux in der Schweiz. Hier kam er erstmals mit der aus England stammenden Sportart Fußball in Kontakt. Die Schweiz war neben den Niederlanden und Dänemark eines der ersten Länder in Kontinental-Europa, in denen sich der Fußball verbreitete. Insbesondere der französischsprachige Teil des Landes wurde von zahlreichen britischen Pensionären, Geschäftsleuten und Internatsschülern bevölkert. Letztere waren es auch, die bereits Ende der 1850er Jahre die britischen Sportarten Cricket, Rugby- und Association-Football bekannt machten. Walther Bensemann kam daher schon bald mit diesen Sportarten in Berührung. Als 14-Jähriger, im Jahr 1887, gründete er gemeinsam mit Mitschülern einen Fußballverein, den Footballclub Montreux, als dessen „Sekretär“ er sich bezeichnete. Dieser Verein bestand auch nach Bensemanns Weggang weiter. Er fusionierte 1904 mit dem FC Narcisse zum FC Montreux-Narcisse, nach weiteren Fusionen hieß der Verein ab 1920 Montreux-Sports.
Wahrscheinlich im Herbst 1889 siedelten seine Eltern nach Karlsruhe über, und Walther Bensemann war dort Schüler am Großherzoglichen Lyzeum, dem heutigen Bismarck-Gymnasium. Über die Gründe und den genauen Zeitpunkt des Umzugs ist nichts bekannt. Laut Abiturzeugnis wurde er im September 1889 in die Unterprima des Karlsruher Gymnasiums eingeschult. Er begann sogleich seine Mitschüler für den hier noch nahezu unbekannten Fußball zu begeistern. Über die dortige sportliche Situation schrieb Bensemann später am 21. September 1929 in einem Artikel in der Badischen Presse: „Vor 40 Jahren war der Rasensport in Karlsruhe noch etwas Unbekanntes. Es gab weder Fußball noch Hockey noch Leichtathletik. Der einzige Sport, der um diese Zeit betrieben wurde, war das Schwimmen in Maxau oder der Militärschwimmschule.“ Noch im September 1889 gründete er den International Football Club (IFC), den ersten Verein in Süddeutschland, der nach „Association“-Regeln spielte. Bensemann erinnerte sich später an diese Gründung:
„Im September 1889 ließ ich aus der Schweiz einen Fußball kommen; der Ball wurde morgens vor der Schule aufgeblasen und in der 10-Uhr-Pause musste bereits ein Fenster des Gymnasiums daran glauben. […] Direktor Wendt schickte uns auf den kleinen Exerzierplatz, Engländerplatz genannt. Hier hatten zwei Jahre zuvor einige Engländer sowie Gymnasiasten Rugby gespielt. Wenige Tage nach der Übersiedlung gründeten wir den 'Karlsruher Footballclub', der zuerst nur aus Pennälern bestand, dem aber in Kürze etwa 15 bis 20 Engländer beitraten.“
Nach internen Streitigkeiten verließ Bensemann den IFC zwei Jahre später und gründete am 17. November 1891 den Karlsruher FV (KFV). Dieser Verein spielte in den darauf folgenden 20 Jahren eine wichtige Rolle im deutschen Fußball und gewann als Höhepunkt im Jahr 1910 den deutschen Meistertitel. Für März 1892 ist ein Spiel gegen seinen ehemaligen Verein, den IFC, dokumentiert, das der KFV mit 1:0 gewann.

### Wanderjahre durch Süddeutschland
1892 schloss Walther Bensemann sein Abitur ab, mit guten Noten in Sprachen und geisteswissenschaftlichen Fächern, im Gegensatz zu Mathematik und Physik. Er begann anschließend ein Studium der Englischen und Französischen Philologie. Als Student begann Walther Bensemann seine „Wanderjahre“ durch Süddeutschland. Wie ein Missionar zog er auch in Sachen Fußball von Stadt zu Stadt, um Vereinsgründungen zu initiieren oder zu unterstützen. Seine Studientätigkeit hingegen – er war an den Universitäten von Lausanne, Straßburg, Freiburg und Marburg eingeschrieben – war vergleichsweise erfolglos. Für das Jahr 1893 etwa ist ein Verweis von der Universität Freiburg wegen Verführung von Schülern zum Fußball und Alkohol belegt. Er beendete sein Studium schließlich, ohne ein Examen abgelegt zu haben.

#### Die Karlsruher und weitere „Kickers“

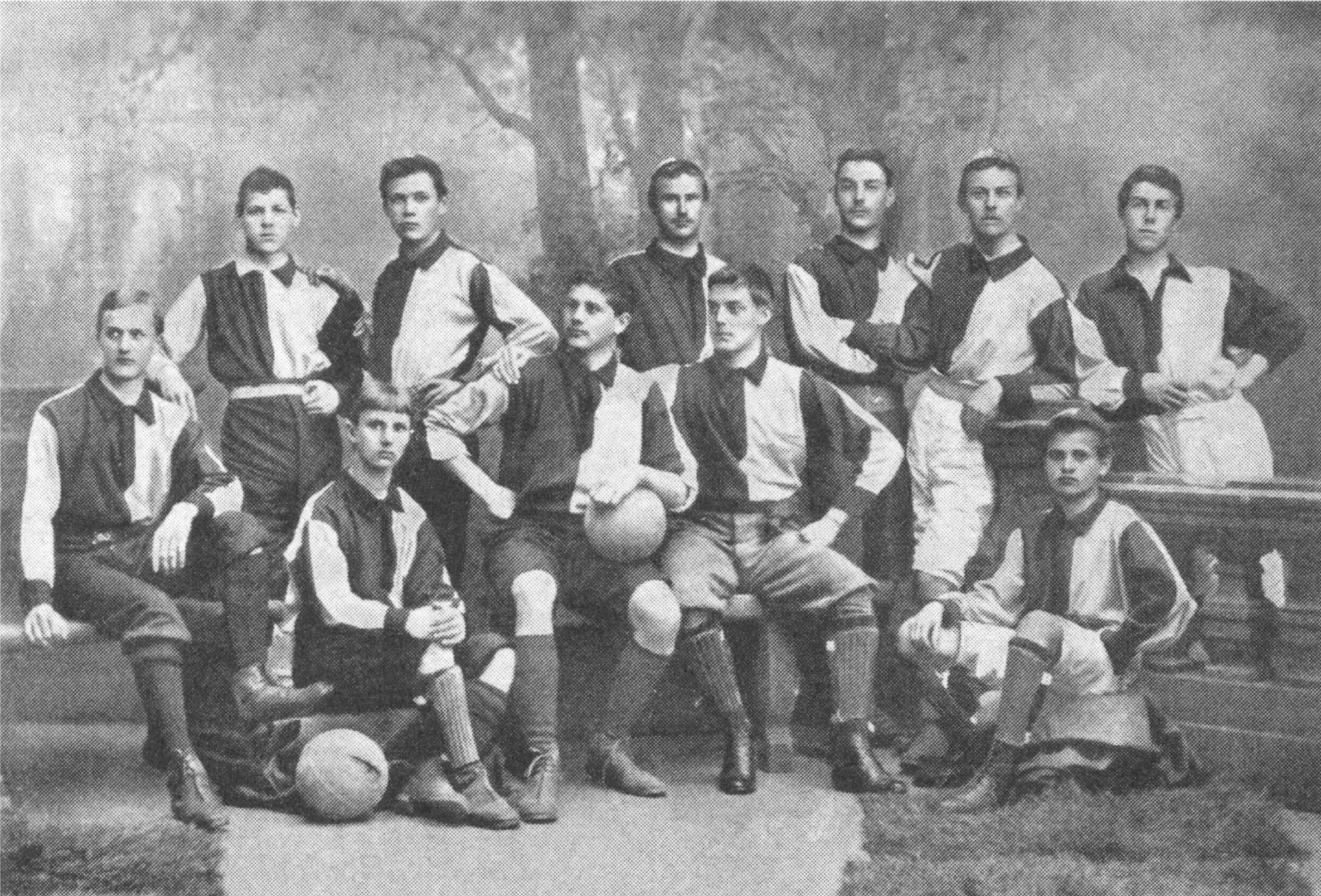
Die Mannschaft der Karlsruher Kickers 1895. Sitzend in der Mitte Walther Bensemann (mit Ball). Dieses Foto zierte 25 Jahre später, am 14. Juli 1920, die Titelseite der ersten Kicker-Ausgabe.

Noch in Karlsruhe hatte er 1893 den inzwischen auf bereits 100 Mitglieder angewachsenen KFV verlassen. Anlass war die Initiative des Lehramtskandidaten und KFV-Mitglieds August Marx, der forderte, keine Wettspiele mehr auszutragen und nur noch an Werktagen Fußball zu spielen. Bensemann gründete daraufhin mit einigen gleichgesinnten Gegnern dieser Leitlinien einen neuen Verein, die Karlsruher Kickers. Der Kader der Kickers, die Bensemann nach dem Vorbild der englischen Corinthians zur Elitemannschaft aufbauen wollte, bestand neben ehemaligen KFV-Spielern aus einigen süddeutschen Bekannten Bensemanns. Im ersten Jahr ihres Bestehens beendeten die Kickers nur eines von 28 Spielen nicht als Sieger. Der selbst erhobene Anspruch, „Meistermannschaft des Kontinents“ zu werden, konnte aber nicht eingelöst werden, die Bemühungen Bensemanns um internationale Begegnungen hatten zu dieser Zeit noch wenig Erfolg. So blieben die Karlsruher Kickers letztlich nur eine kurzlebige Vereinigung und lösten sich 1895 wieder auf.
Im seinerzeit zum Deutschen Kaiserreich gehörenden Straßburg hatte er – nach eigener Darstellung – ebenfalls 1893 den Straßburger Fußball-Klub (der 1900 als Straßburger FV Süddeutscher Meister wurde) gegründet und hier den 16-jährigen Ivo Schricker kennengelernt, den er auch für Spiele der Karlsruher Kickers gewinnen konnte. Aus dieser Bekanntschaft entwickelte sich bald eine intensive Freundschaft, die für Bensemann später eine wichtige Rolle spielen sollte.
Bensemann war in dieser Zeit an weiteren Gründungen von Fußballvereinen beteiligt, unter anderem in Baden-Baden, Frankfurt, Freiburg, Gießen, Heidelberg, Mannheim, Marburg, München und Saarburg. Die aus heutiger Sicht prominentesten Gründungen, an denen er maßgeblich beteiligt war, waren die der Frankfurter Kickers (1899 oder 1900), einer der Vorläufervereine von Eintracht Frankfurt, sowie der Fußballabteilung des MTV München (1897 oder 1898), aus der der FC Bayern München hervorging. Die beiden letztgenannten Fälle erwähnte Bensemann selbst nie ausdrücklich, er war offenbar bestrebt, die Vereinsgründungen zwar anzuschieben, die Organisation derselben aber den Aktiven vor Ort zu überlassen. Sein Wirken in Frankfurt etwa schildert der Journalist Ulrich Matheja folgendermaßen:

„Weitere Impulse erhielt der Frankfurter Fußball durch Walther Bensemann, der auf seinen zahlreichen Reisen den Fußball schon in anderen süddeutschen Städten eingebürgert hatte. Bensemann […] hatte schon 1896 mit Schülern der Klinger- und Adlerflychtschule auf der ‚Hundswiese‘ gekickt. Bei seinem zweiten Aufenthalt in Frankfurt 1899 sah man ihn immer häufiger auf der ‚Hundswiese‘. Wie bereits in Karlsruhe und Straßburg scheute der nicht unvermögende Bensemann auch in Frankfurt weder Kosten noch Mühe, um seine Schützlinge mit allen notwendigen Fußballutensilien auszustatten. Das schicke Equipment erwies sich als wirksames Mittel der Mitgliederwerbung: Bald sah man immer mehr junge Leute in den weißen Blusen mit rotem Adler und schwarzen Hosen der ‚Frankfurter Kickers‘.“

Der Name „Kickers“ geht wohl auf den Namen des wenige Jahre zuvor von Bensemann gegründeten Karlsruher Vereines zurück. Auch weitere Vereinsgründungen dieser Zeit in Süddeutschland, wie etwa die Stuttgarter Kickers (1899) und die Offenbacher Kickers (1901), übernahmen diese Bezeichnung als Vereinsnamen.

#### Internationale Begegnungen
In einer Zeit, in der sich in Süddeutschland aufgrund der relativ großen Entfernungen zwischen den frühen Fußball-Hochburgen noch keine überregionalen Meisterschaftsrunden durchführen ließen, bemühte sich Bensemann bereits intensiv um die Organisation von internationalen Begegnungen. Bereits 1893 lud er englische und französische Teams zu Spielen gegen süddeutsche Auswahlmannschaften ein; aus politischen und finanziellen Gründen kamen sie jedoch nicht zustande. Eine Pariser Zeitung interpretierte sein als Akt der Völkerverständigung gemeintes Ansinnen, ein Freundschaftsspiel in Straßburg auszutragen, gar als Provokation: „Wenn wir nach Straßburg kommen, werden wir mit unseren Kanonen kommen.“ Immerhin kam es im selben Jahr, 1893, doch noch zum ersten internationalen Wettspiel einer süddeutschen Auswahl, die gegen Villa Longchamp Lausanne antrat.
Ebenfalls 1893 war Bensemann an der Gründung der Süddeutschen Fußball-Union in Baden-Baden beteiligt, des ersten süddeutschen Fußballverbandes und des ersten Verbandes außerhalb Berlins. Dieser Verband zerfiel jedoch schon nach nur zwei Jahren aufgrund interner Streitigkeiten, ohne überhaupt eine Meisterschaftsrunde durchgeführt zu haben; die Anzahl der Vereine war zu diesem Zeitpunkt ohnehin noch zu gering und die Entfernung zwischen den Städten zu groß.
Als Bensemann 1894 einen Brief des Barons de Coubertin erhielt, in dem dieser ihm die Idee der Olympischen Spiele nahebrachte, bemühte er sich um die Vorbereitungen für eine deutsche Auswahlmannschaft; das olympische Fußballturnier kam 1896 allerdings nicht zustande. Erfolgreich hingegen war er im Vermitteln von Freundschaftsspielen, so etwa besuchte der Berliner Meister BTuFC Viktoria am Neujahrstag 1895 Karlsruhe (und gewann gegen die Karlsruher Kickers mit 5:1 und 6:0). Bensemann selbst spielte, nachdem die Kickers sich 1895 aufgelöst hatten, wieder für den Karlsruher FV. Fußballerisch zeichnete er sich nicht durch ein außergewöhnliches Talent aus, doch was ihm an technischen Fähigkeiten fehlte, machte er durch seine Körpergröße und energischen Einsatz wett. Seine Spielerkarriere verlief jedoch weitgehend unspektakulär.

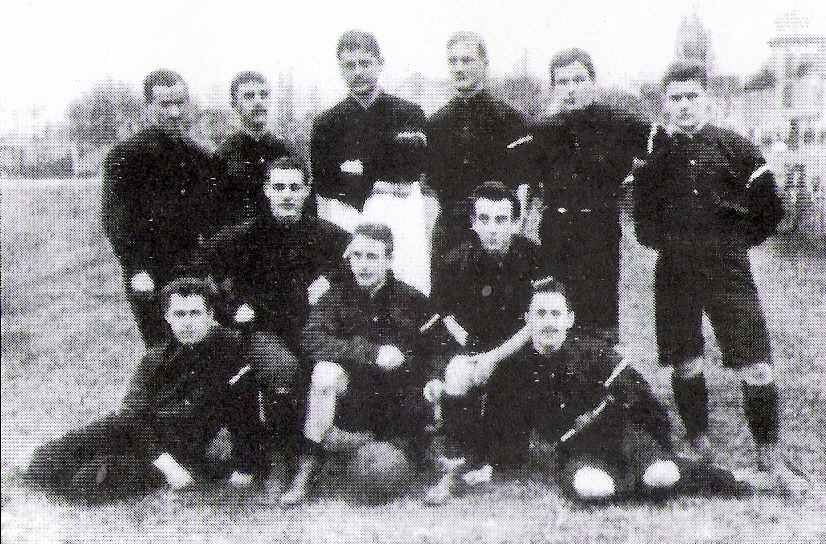
Die deutsche Auswahl, die im Dezember 1898 in Paris zu den ersten beiden „Ur-Länderspielen“ antrat. Walther Bensemann in der hinteren Reihe in weißer Hose.

Bensemann sah im Fußball den Gedanken von Fair Play und Toleranz verwirklicht und betrachtete ihn als ein Mittel zur Völkerverständigung. Daher organisierte er zeitlebens Spiele zwischen Vereins- und Auswahlmannschaften aus verschiedenen Ländern. Ein Höhepunkt in diesen Bemühungen war die Organisation der fünf sogenannten Ur-Länderspiele. Diese Spiele deutscher Auswahlmannschaften, die, da sie nicht von anerkannten nationalen Verbänden veranstaltet wurden, nicht in der offiziellen Statistik des DFB geführt werden, fanden zwischen 1899 und 1901 gegen französische und englische Teams statt. Im Dezember 1898 führte Bensemann eine von ihm zusammengestellte deutsche Auswahl – die hauptsächlich aus Berliner Spielern, ergänzt von Fußballern aus Hamburg, Straßburg und Karlsruhe, bestand – nach Paris. Die dort gespielten zwei Partien gegen White Rovers Paris, für die neun Engländer antraten, und eine Stadtauswahl der französischen Metropole gewann Bensemanns Team, in dem er selbst auf der Position des Läufers mitspielte, mit 7:0 bzw. 2:1 Toren.
Diese Erfolge machten Bensemann in „Fußball- und Sportskreisen Deutschlands mit Recht wohlbekannt [als] Förderer des Fußballsportes“. In einer Tageszeitung berichtete er über den Fußball in England:

„Von der englischen Mannschaft ist das Triangularspiel bemerkenswerth, das durch alte Experten, wie Bassett, Chadwick, Holt etc. besser gezeigt werden kann, als durch junge Goal-Rushers. Bassett, der 16fache Internationale, war am Donnerstag großartig; er hatte seit 8 Monaten keinen Ball berührt, überrannte aber Kralle und Wünsch jedes Mal. Seine Balltechnik ist unübertrefflich; weder Vassall, noch Athersmith haben je soviel gekannt, wie Bassett schon vergessen hat. Er klebt an der Außenlinie und der Ball klebt an seinem Fuß; seine Centres sind auf den Yard accurat, und wenn er das Tempo aushalten könnte, was immerhin fraglich, wäre er mit Johnson von Stoke der diesjährige Anwart auf die schottische Kappe. Fred Forman hat nachgelassen; trotzdcem er in diesem Jahr gegen Irland, Wales und Schottland gespielt hat, war er gestern der schwächste der ganzen Stürmerreihe. Von den Halves ist Holt für uns am interessantesten; von den Bacs kann wenig gesagt werden, außer daß Crabtree der beste Mann von England an seinem Platz ist und Bach seine frühere Form noch nicht wieder hat. Zum Schluß mag gesagt sein, daß die in Prag verbreitete Meinung, die Engländer hätten den Deutschen zwei Mal 2 Goals geschenkt, doch zu naiv ist, um ernst genommen zu werden. Was von Jestram und Book hereinkam, konnte nicht gehalten werden, oder es wurde schlecht gehalten.“

Knapp ein Jahr später, im November 1899, kam es auf Initiative Bensemanns erstmals zu Begegnungen einer englischen Nationalmannschaft, die offiziell durch den englischen Verband (FA) entsendet worden war, und deutschen Auswahlmannschaften. Die Spiele, von denen zwei in Berlin, eines in Prag und eines in Karlsruhe stattfanden und die mit deftigen Niederlagen (2:13, 2:10, 0:8 und 0:7) endeten, waren Anlass heftiger Pressefehden zwischen den Funktionären deutscher Regionalverbände und dem wortgewaltigen Bensemann. Dieser wurde für das „Vergehen“, diese Begegnungen in die Wege geleitet zu haben, schließlich aus dem süddeutschen Fußballverband, den er zwei Jahre zuvor selbst mitbegründet hatte, für mehrere Jahre ausgeschlossen. Von der englischen FA hingegen wurde er für seine Bemühungen mit der goldenen Ehrennadel ausgezeichnet.

#### Verbandsgründungen
Nach dem erfolglosen Experiment der Süddeutschen Fußball-Union einige Jahre zuvor gelang dem Verband Süddeutscher Fußball-Vereine (VSFV), der vom KFV-Vorstand Friedrich Wilhelm Nohe als Präsident und Walther Bensemann als Vizepräsident angeführt wurde, 1898/99 erstmals die Durchführung einer süddeutschen Meisterschaft, in deren Finale der Freiburger FC den 1. FC Pforzheim schlug. Die Gründung des VSFV und weiterer überregionaler Verbände hatte aber auch den Hintergrund, dass der in Berlin ansässige Deutsche Fußball- und Cricket-Verband zeitweise der einzige Fußballverband war und Alleinvertretungsansprüche für den Fußball im gesamten Deutschen Reich geltend machte. Aus dem VSFV wurde Bensemann aber schon 1899 aus den genannten Gründen ausgeschlossen.
Im Januar 1900 wurde schließlich der Deutsche Fußball-Bund (DFB) als landesweiter Dachverband ins Leben gerufen. Bensemann war als Vertreter mehrerer Karlsruher und Mannheimer Vereine – er hatte im Jahr zuvor den Mannheimer Fußball-Bund mitbegründet – auch an der Gründungsversammlung des Deutschen Fußball-Bunds beteiligt. Laut Gründungsprotokoll war es Bensemann, der den Namen des Verbandes vorschlug. Seine Bemühungen, den DFB zu einer Teilnahme an den Olympischen Spielen desselben Jahres in Paris zu bewegen, schlugen jedoch fehl.

### Lehrer in der Schweiz, in Großbritannien und in Deutschland
Bensemann bewarb sich nicht um eine Verbandsfunktion. Auch weil ihn zu diesem Zeitpunkt Geldsorgen drückten, arbeitete er ab 1900 als Lehrer. Seine erste Anstellung führte ihn nach Lancy bei Genf, wo er als Internatspräfekt und Sportlehrer am Internat Chateau de Lancy wirkte. Er ließ seine Schüler täglich Fußball trainieren und führte im Juni 1900 eine Auswahl von Spielern aus Stellula, Lancy, Châteleine und Yverdon nach Straßburg, Karlsruhe, Heidelberg und Mannheim, wo neben Fußball- auch Tenniswettkämpfe ausgetragen wurden.
1901 ging er nach Großbritannien, um sich dort ebenfalls als Präfekt und Lehrer zu verdingen. Von 1901 bis 1902 lehrte er neuere Sprachen an der Dollar Academy in Schottland, anschließend war er bis 1905 Lehrer am Denstone-College in Staffordshire, in den darauf folgenden vier Jahren an Schulen in Harrow, Bedford (Elstow School), Croydon und Cheltenham beschäftigt. Von 1910 an unterrichtete er an der Birkenhead School in Liverpool. Den Kontakt zu seiner Heimat erhielt er aufrecht, auf den Kontinent reiste er aber nur gelegentlich. Beim ersten Länderspiel der deutschen Fußballnationalmannschaft 1908 gegen die Schweiz beispielsweise war er in Basel zwar anwesend, jedoch nicht in offizieller Funktion. Vieles wies darauf hin, dass er sich auf ein Leben in England eingerichtet hatte.
Während eines Heimataufenthaltes im Sommer 1914 wurde er Anfang August vom Ausbruch des Ersten Weltkriegs überrascht und konnte nicht nach England zurückkehren. So war er während des Krieges in Würzburg am Institut Adam (Ostern 1915 bis Herbst 1917) und in Godesberg (als Fremdsprachenlehrer am Evangelischen Pädagogikum) beschäftigt.
Über seine Empfindungen während des Krieges schrieb er 1920: „Ich habe ihn doppelt empfunden: Es waren Jahre der Trauer um meine eigenen Landsleute, deren Phyrrhussiege mir das Ende nicht verschleiern konnten; Jahre der Trauer um liebe Kollegen, liebe Schüler aus meiner […] Tätigkeit in England.“ Als Konsequenz daraus lehnte Bensemann engstirniges Nationaldenken ab: „Auf den Geburtsort eines Menschen kommt es so wenig an, wie auf den Punkt, von wo er in den Hades fährt.“
Dem Fußball war Bensemann auch in den Jahren seiner Tätigkeit als Lehrer verbunden geblieben. Nachdem er unmittelbar nach der Gründung des DFB Deutschland verlassen hatte, hatte er durch private Besuche, Tourneen mit Schülermannschaften und zeitweilig längere Aufenthalte in Karlsruhe Kontakt zu persönlichen Bekanntschaften und zum fußballerischen Geschehen in Süddeutschland gehalten. Anlässlich dieser Besuche schrieb er auch hin und wieder Spielberichte für die Illustrierte Sportzeitung. Auch beim ersten offiziellen Länderspiel der deutschen Nationalmannschaft in Basel gegen die Schweiz war er zugegen und sorgte für ein geselliges Rahmenprogramm.

### Bensemann als Publizist und Journalist

#### Veröffentlichungen vor 1920
Bensemann hatte schon in den 1890er Jahren gelegentlich Artikel und Berichte für Tageszeitungen und die – in dieser Zeit noch raren und oft kurzlebigen – Sportzeitschriften geschrieben. Anfängliche Bemühungen, seine fußballerischen Pioniertaten in der Lokalpresse veröffentlicht zu sehen, waren wenig erfolgreich: Als er etwa seine Karlsruher Kickers hochtrabend zur „Meistermannschaft des Kontinents“ erklärt hatte, war dies der Badischen Presse vom 4. April 1894 nur eine Kurzmeldung wert: „Der Footballclub Kickers in Karlsruhe gewann bei dem Fußballwettkampf die Kontinentalmeisterschaft.“ Bensemann ließ sich davon nicht entmutigen und versuchte weiter, die Presse für seine Ziele propagandistisch zu nutzen. Für die Fachzeitschrift Spiel und Sport warb er ab 1894 regelmäßig für die Idee internationaler Begegnungen und meldete sich hierin 1898/99 auch im Streit um die „Ur-Länderspiele“ in Paris und gegen England zu Wort. Auch ein Beitrag Anfang Januar 1896 in der Frankfurter Zeitung, der sich für die Teilnahme an den Olympischen Spielen aussprach, wird ihm zugeschrieben. Nach 1900, als Bensemann in England lebte, schrieb er anlässlich von Kurzbesuchen in Deutschland hin und wieder Spielberichte, die in der süddeutschen Illustrierten Sportzeitung abgedruckt wurden. 1909 erschien dort ein Artikel Bensemanns über die deutsch-englischen Fußballbeziehungen, 1910 wurde im Schweizer Sport ein Beitrag über die soziale Rolle des Fußballs in England veröffentlicht.
Demnach hatte Bensemann offensichtlich bereits Gefallen an der journalistischen Tätigkeit gefunden, bevor er im Sommer 1919, nach dem Ende der Räterepublik, nach München zog und Anfang März 1920 in die Redaktion der Sportzeitung Fußball eintrat, die seit 1911 von Eugen Seybold herausgegeben wurde. Diese Zeitschrift, die wie der bereits seit 1902 bestehende Berliner Rasensport gleichzeitig als Verbandsorgan fungierte, war eines der ersten beiden Fußballfachblätter, die sich wirtschaftlich trugen und auf Dauer etablieren konnten. Schon nach wenigen Wochen stellte sich heraus, dass die Zusammenarbeit zwischen Bensemann und Seybold nicht funktionierte, so dass sich deren Wege schon bald wieder trennten.

#### Gründung und Aufbau desKicker

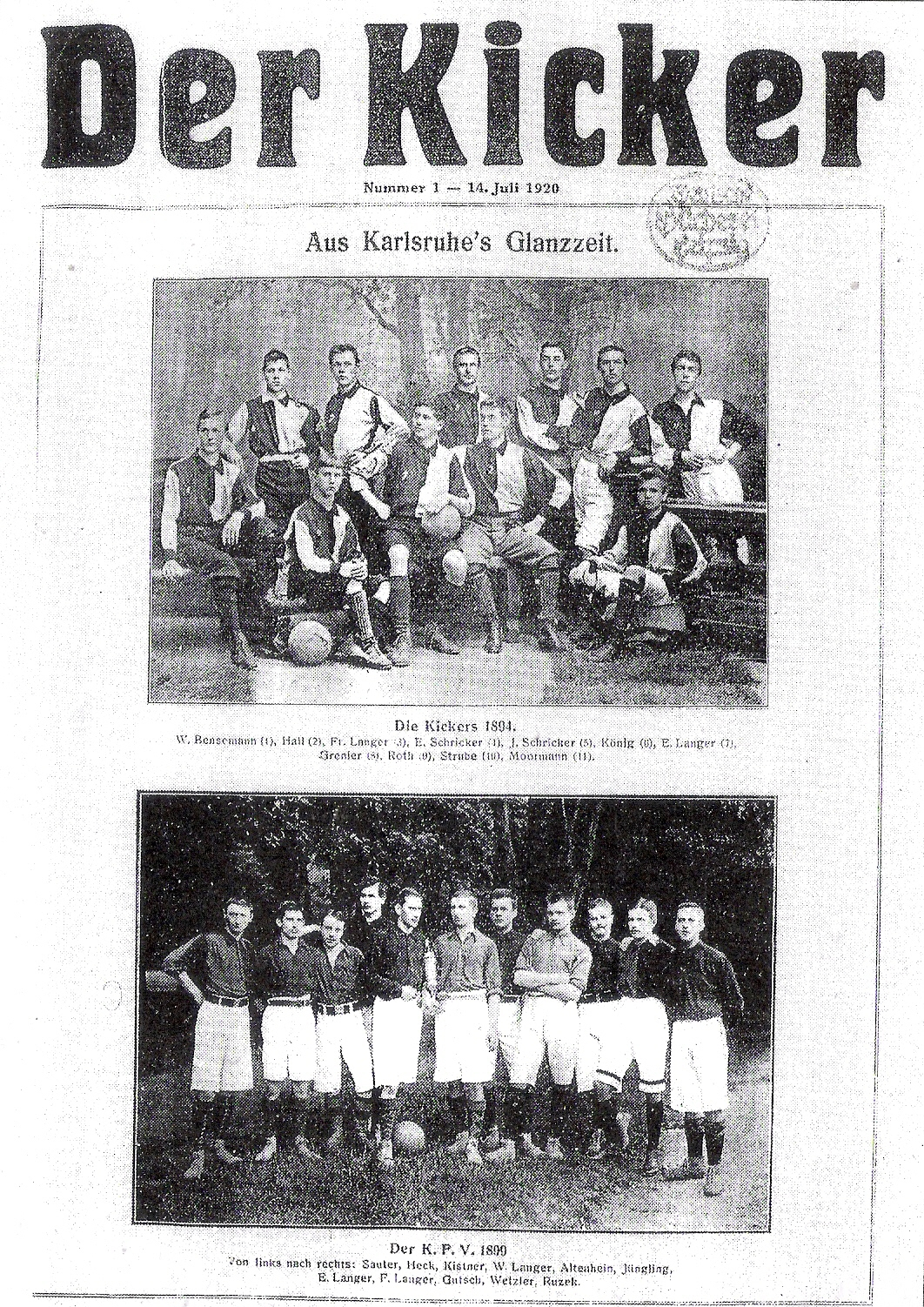
Titelblatt des ersten Kicker vom 14. Juli 1920.

Bensemann entschloss sich daraufhin, eine eigene Zeitschrift zu gründen. In Bezug auf regelmäßige Berichterstattung und Beiträge konnte er sich auf einen großen Kreis von Weggefährten und Bekannten stützen, was die Finanzierung betraf, war Bensemann jedoch auf Unterstützung angewiesen. Auf Vermittlung aus seinem Bekanntenkreis fand sich schließlich mit Eduard Reuss, dem Inhaber der Druckerei Reuss & Itta in Konstanz, ein Unternehmer, der bereit war, für Bensemann wöchentlich eine Zeitung zu drucken, ohne dass dieser ihm finanzielle Sicherheiten bieten konnte. Darüber hinaus stellte er ihm drei Räume oberhalb der Druckerei zur Verfügung.
Die erste Ausgabe der Fußballfachzeitschrift Kicker erschien schließlich am 14. Juli 1920 und umfasste 20 Seiten. Anfangs war die Herausgabe der wöchentlich erscheinenden Zeitung ein chaotisch verwaltetes und von Geldnot geprägtes Unterfangen, Bensemann verfügte nur über wenige hundert Reichsmark Startkapital und keinerlei unternehmerische und nur geringe journalistische Erfahrung. Inhaltlich waren die Beiträge in der Anfangszeit großteils regional und auf Süd- und Südwestdeutschland beschränkt. Für Profil und Aufsehen sorgten fundierte Auslandsberichte, die Bensemann von seinen zahlreichen internationalen Bekannten bezog, sowie die von Bensemann selbst verfassten, feuilletonartigen Leitartikel, die er selbst „Glossen“ nannte und die meist zwei Seiten umfassten.
Bereits im Oktober 1921 zog das Blatt nach Stuttgart, die finanzielle Situation besserte sich aber auch hier nicht. Im November 1922 sah sich Bensemann veranlasst, den Schweizer Albert Mayer und den Holländer William Boa vorübergehend als Kapitalgeber in die Gesellschaft aufzunehmen. Seine Beziehungen führten auch dazu, dass der Kicker 1924 zum offiziellen Organ des süddeutschen Fußballverbandes aufstieg. Im März 1925 siedelte das Blatt erneut um, nachdem Bensemann in Ludwigshafen am Rhein mit dem Verlag Julius Waldkirch & Co. GmbH einen neuen Teilhaber gefunden hatte. Doch auch dieser Standort bewährte sich nicht, am 1. Oktober 1926 zog der Kicker schließlich nach Nürnberg, wo die Redaktion der Zeitschrift, die nach einer wechselhaften Geschichte heute unter dem Namen kicker sportmagazin erscheint, auch heute beheimatet ist.
In Nürnberg wohnte Bensemann von 1926 bis zu seiner Emigration 1933 im repräsentativen Grand Hotel Fürstenhof, mit dessen Besitzer er befreundet war, und wohin er regelmäßig einlud, um mit deutschen und internationalen Größen des Fußballs zu sprechen. Der „Kicker“ wurde von nun an in der Druckerei Franz Wilmy auf dem später Augustinerhof genannten Areal hergestellt; dessen Besitzer Max Wilmy wurde ebenso Mitinhaber der Zeitschrift wie der Süddeutsche Fußballverband.
Die häufigen Umzüge der Redaktion waren vor allem durch anhaltende wirtschaftliche Schwierigkeiten bedingt. Zwar war die Nachfrage parallel zur Entwicklung des Fußballs, der in der Weimarer Republik aufgrund der Sozialgesetzgebung sowie durch den Ausbau der Infrastruktur nun breite Bevölkerungsschichten erreichte, stark angestiegen, zugleich aber war der Markt der Fußballfachzeitschriften hart umkämpft. Der Kicker rang Ende der 1920er Jahre mit dem Fußball und der Berliner Fußballwoche um die Vorherrschaft in diesem Segment, zudem boomten auch andere Sportarten wie Boxen, Leichtathletik und Radsport zu dieser Zeit enorm, und jede besaß bald ein eigenes Fachorgan. Bensemann zählte zwar neben Ernst Werner, dem Chef der Fußballwoche und dem Wiener Willy Meisl, Sportchef der Berliner Vossischen Zeitung, zu den berühmtesten Autoren, doch die Auflage des Kicker blieb zu seiner Zeit als Herausgeber stets hinter der des Münchner Konkurrenzblattes Fußball: im Jahr 1933 lag das Verhältnis bei 20.000 zu 30.000 Exemplaren. Erst nachdem sich Bensemanns Nachfolger inhaltlich und stilistisch dem zeitgemäßen journalistischen Mainstream angepasst hatten, übertraf der Kicker 1939 mit 100.000 Heften gegenüber nur 40.000 das Fußball-Magazin.

#### Bensemanns „Glossen“ und Kontroversen
In seinen „Glossen“ kombinierte Bensemann Nachrichten, Kommentare, Reiseberichte, eigene Erinnerungen und subjektive Eindrücke, Polemiken und Satiren, ohne sich an formale Vorgaben zu halten, und entwickelte damit rasch einen ganz eigenen Stil. Er sah sich nicht nur als Berichterstatter und Kommentator, sondern auch als Akteur im internationalen Fußballgeschehen, verfolgte klare Anliegen und nutzte hierfür seine Stellung als angesehener Fußballpionier und Publizist sowie die zahlreichen internationalen Kontakte, die sich im Lauf seines inzwischen mehr als 30-jährigen Wirkens für diesen Sport ergeben hatten.
Bensemann stellte in der Anfangszeit des Kicker nicht selten die auf internationaler Ebene beschränkt und ungeschickt auftretenden Deutschen den weltgewandten und souveränen Engländern oder Schweizern gegenüber und kritisierte und karikierte die nationale Engstirnigkeit, die den deutschen Fußballbetrieb behinderte. Er wurde dafür von nationalen Kreisen heftig angefeindet, auch seinem Unternehmen schadeten seine scharfen Attacken bisweilen, so dass er im Lauf der Zeit vorsichtiger in seinen Äußerungen wurde. Gegenüber dem nationalen Gebaren und der Überheblichkeit des DFB und besonders der Person Felix Linnemann, der dort für die internationalen Begegnungen zuständig und ab 1925 Präsident war, sparte Bensemann nie mit Kritik.

Der „Kicker“ 50/1924 hieß die Schweizer Nationalmannschaft zum Länderspiel in Stuttgart willkommen.

Seine pazifistische und grenzüberschreitende Sportidee, der Beitrag zur internationalen Verständigung durch Sportbegegnungen, war Bensemanns wichtigstes Leitbild. Als er es durch nationalistische Tendenzen gefährdet sah, schrieb er in der Ausgabe 16/1923 des Kicker: „Der Hass gegen Deutschland […] entspringt einer Antipathie gegen schulmeisterliche Belehrungen.“ Einen publizistischen Widerpart zu Bensemann bildete deshalb ab 1925 neben Linnemann vor allem Guido von Mengden, der Schriftleiter des westdeutschen Verbandsorgans Fußball und Leichtathletik (FuL), das einen deutschnationalen Kurs propagierte.
Bensemanns Kritik verschärfte sich, nachdem der DFB auf seiner Verbandstagung in Hannover 1925 beschlossen hatte, Begegnungen mit Profiteams aus der Tschechoslowakei, Ungarn und Österreich, die die damals stärksten Fußballmannschaften des Kontinents stellten, zu verbieten, um das Amateurideal hochzuhalten. Bensemann lehnte die Einführung des Profitums in Deutschland zwar ebenfalls ab, aber mehr aus pragmatischen Erwägungen denn aus ideologischen Gründen: Er befürchtete, dass die Vereine der Einführung des Profitums im Nachkriegsdeutschland wirtschaftlich nicht gewachsen wären. Den Verzicht auf die internationalen Begegnungen bezeichnete er dennoch als ungeheuerlich, taktlos und überheblich. Er selbst war während seiner Tätigkeit als Kicker-Herausgeber ständig um die Organisation internationaler Begegnungen und Initiativen bemüht. Er vermittelte englische Trainer zu deutschen Vereinen, organisierte internationale Fußballspiele auf Vereinsebene und stiftete einen „Friedenspokal“ für das erste Spiel zwischen einer deutschen Mannschaft und einer aus dem mittlerweile wieder zu Frankreich gehörenden Elsass.

### Emigration und Tod
International erreichte Bensemann im Jahr 1932 den Höhepunkt seines Ansehens. Anlässlich des Kongresses der FIFA in Stockholm, an dem er persönlich teilnahm, bezeichnete der gastgebende schwedische Verbandspräsident Anton Johanson den Kicker als bestes Sportblatt des Kontinents, und zwei enge Freunde Bensemanns wurden in hohe Ämter gewählt: Ivo Schricker wurde Generalsekretär und Peco Bauwens Mitglied des Exekutiv-Vorstands des Fußball-Weltverbandes. In Deutschland hingegen geriet er mit seiner internationalistischen Einstellung immer mehr in die Defensive. Und nicht allein die Hetzkampagne des Stürmers gegen den „Club“-Trainer Jenő Konrád, die diesen zur Auswanderung getrieben hatte, dürfte ihm klargemacht haben, welche Zukunft jüdische Bürger in Deutschland zu erwarten hatten. Darüber hinaus war er sowohl gesundheitlich als auch finanziell angeschlagen.
Am 28. März 1933 erschien seine letzte Glosse im Kicker. Er kündigte darin an, sich auf „Befehl der Ärzte“ einer längeren Kur zu unterziehen. Gleichzeitig findet sich hierin ein beiläufig geäußerter Hinweis, die Sportpresse habe nun eine „mehr referierende als kritische Aufgabe“. Bensemann, der sich kritisch zur Pressepolitik der neuen Machthaber geäußert hatte und dem die Nationalsozialisten bereits signalisiert hatten, dass er unerwünscht sei, reiste um den 30. März in die Schweiz aus.
Nur wenige Tage später, am 9. April, veröffentlichten die großen süddeutschen Sportvereine in vorauseilendem Gehorsam eine Erklärung, in der sie versicherten, dass sie die Maßnahmen der nationalsozialistischen Regierung „mit allen Kräften mittragen“ würden, „insbesondere in der Frage der Entfernung der Juden aus den Sportvereinen“. Zu den Unterzeichnern zählte neben dem Karlsruher FV, den Bensemann gegründet hatte, der 1. FC Nürnberg, zu dem er in den Jahren zuvor besonders intensive Kontakte gepflegt hatte, sowie Eintracht Frankfurt und der FC Bayern, deren Vorgängervereine von Bensemann mitbegründet worden waren. Wenig später erging eine ähnliche Erklärung des Deutschen Fußball-Bunds. Bensemanns Nachfolger als Kicker-Chef, Hanns Jakob Müllenbach (1903–1944), der ihn seit 1920 beim Aufbau des Blattes zunächst als Schüler und dann als Weggefährte begleitet hatte, ließ schon wenig später in einem Artikel über „Asphaltliteraten“ herziehen, die „das deutsche Wesen so verunglimpft [und] teilweise allerdings nun die Flucht ergriffen hätten.“ Der Kicker teilte schließlich am 30. Mai ohne weiteren Kommentar mit, dass Walther Bensemann aus der Redaktion ausgeschieden sei.
In der Schweiz lebte Bensemann vermutlich zunächst bei Ivo Schricker in Zürich, der dort das Amt des Generalsekretärs der FIFA ausübte, dann bei Albert Mayer in Montreux. Mit der Familie Mayer war Bensemann freundschaftlich verbunden, seit er als Schüler Alberts Vater Roman kennengelernt hatte. Albert Mayer war Juwelier, zeitweilig Bürgermeister von Montreux und Sportler, Sportjournalist sowie als Präsident des von Bensemann gegründeten F.C. Montreux und später als Mitglied des IOC Sportfunktionär. Er hatte Bensemann bereits in der Gründungsphase des Kicker unterstützt, indem er 1922 während einer finanziellen Krise als Gesellschafter eingetreten war.
Die letzten öffentlichen Auftritte Bensemanns sind für Juni 1934, als er auf Einladung der FIFA das WM-Turnier in Italien besuchte, sowie für den Oktober desselben Jahres beim Länderspiel Schweiz–Tschechoslowakei in Genf bezeugt. Am 12. November starb Bensemann in Montreux vermutlich an einem Herzleiden.
Bensemann hatte keine Nachkommen, er hat nie geheiratet und es gibt auch keine Hinweise auf eine Liebespartnerschaft. Aus seinem Umfeld wurden Vermutungen geäußert, er sei homosexuell gewesen. Private Briefe wurden nur vereinzelt aufgefunden, eine persönliche Hinterlassenschaft, Tagebücher und Ähnliches gibt es nicht. Nach Schilderungen von Zeitgenossen war er ein guter Gastgeber und Unterhalter, habe aber auch stark melancholische Züge gehabt. Da es in Bezug auf sein Privatleben bis auf einzelne persönliche Einschätzungen keine Quellen gibt, müssen diese Aspekte ungeklärt bleiben, obwohl sie für seine Persönlichkeit eine nicht unbedeutende Rolle gespielt haben dürften.
Ein Vetter von Walther Bensemann war der erste Landesverwalter des Burgenlandes Robert Davy.

## Nach Bensemanns Tod
Der Kicker teilte am Tag nach Bensemanns Tod in einer kurzen Meldung mit: „Walther Bensemann, der Mitbegründer unserer Zeitung, ist am 12. November verstorben und wird am 14. November in Montreux (Schweiz) beerdigt.“ Bensemann, der noch vor seinem Tod miterlebt hatte, wie einstige Weggefährten sein Werk verunglimpften, blieb hingegen das Nachtreten von Otto Nerz, der in den 1920er Jahren Kolumnist des Kicker gewesen war und von 1926 bis 1933 als Reichstrainer das publizistische Wohlwollen des Herausgebers genossen hatte, erspart. Neun Jahre nach Bensemanns Tod schrieb Nerz in einer Berliner Zeitung über die Zeit der Weimarer Republik: „Die besten Stellen bei den großen Zeitungsverlagen waren in jüdischen Händen. Die Journalisten trieben von ihrem Schreibtisch aus eine rein jüdische Politik. Sie unterstützten die zersetzende Arbeit ihrer Rassengenossen in den Verbänden und Vereinen und setzten die Sportführung unter Druck, wenn sie ihnen nicht zu Willen war.“ Am Abend nach Bensemanns Beerdigung beschlossen Albert Mayer, Ivo Schricker und weitere Freunde des Verstorbenen, ein internationales Fußballturnier ins Leben zu rufen und Walther Bensemann zu widmen. 1937 fand in Genf das erste „Tournoi international de Football-Juniors pro memoria Walther Bensemann“ statt. An ihm nahmen namhafte Vereine aus der Schweiz, der Tschechoslowakei, Frankreich und Italien teil. Weitere Turniere folgten 1938 in Straßburg und 1939 in Zürich. Bedingt durch den Zweiten Weltkrieg wurde die Idee erst wieder 1946 aufgenommen; in Deutschland kam es erst im Jahr 1951 in Karlsruhe zur ersten Austragung. Der europäische Fußballverband UEFA unterstützte dieses Turnier, dessen Titel nach dem Tod von Ivo Schricker 1962 durch dessen Namen ergänzt wurde. Es fand, durchgeführt vom Karlsruher FV, 1991 letztmals statt und wurde nicht mehr fortgeführt, weil die UEFA ihre finanzielle Bürgschaft zurückgezogen hatte.
Nach dem Krieg wurden Bensemanns Leistungen auch journalistisch und gesellschaftlich in ein anderes Licht gerückt. 1953 bezeichnete ihn Kicker-Herausgeber Friedebert Becker als „Vater der höheren deutschen Sportjournalistik“. Später schrieb der Sportjournalist Richard Kirn, Bensemanns Glossen seien „das Bedeutendste, was je ein deutscher Sportjournalist geschrieben hat“. Der Publizist Martin Schuck ist jedoch der Ansicht, dass die Versuche, „Walther Bensemann wieder ins Gedächtnis des deutschen Fußballs zurückzurufen“, lange Zeit nur vereinzelt und zaghaft betrieben wurden und beim DFB und auch dem Kicker auf wenig Resonanz gestoßen seien. Erst durch die Gründung der Deutschen Akademie für Fußball-Kultur im Jahr 2004, die zwei Jahre später einen Deutschen Fußball-Kulturpreis initiierte, dessen Ehrenpreis den Namen Walther Bensemanns trägt, sei es zu einer angemessenen Würdigung gekommen. Der Preis wird an Personen vergeben, die im Sinne der Völkerverständigung Besonderes für den Fußball geleistet haben.
Im Mai 2018 wurde am Engländerplatz in Karlsruhe zu Ehren von Bensemann eine Gedenktafel errichtet.

## Veröffentlichungen
- Walther Bensemann, Fritz Frommel: Deutsche Kampfspiele Berlin 1922. Dr. Fritz Frommel Verlag, Stuttgart 1922.